# Леликозеро
Леликозеро — пресноводное озеро на территории Великогубского сельского поселения Медвежьегорского района Республики Карелии.

## Общие сведения
Площадь озера — 1,6 км². Располагается на высоте 86,4 метров над уровнем моря.
Форма озера продолговатая: оно более чем на два километра вытянуто с северо-запада на юго-восток. Берега каменисто-песчаные, преимущественно возвышенные.
С южной стороны Леликозера вытекает Лельречка, впадающая в губу Великую Онежского озера.
Острова на озере отсутствуют.
К югу от озера проходит дорога местного значения 86К-156 («Подъезд к п. Ламбасручей»).
Код объекта в государственном водном реестре — 01040100611102000018565.